# Sillago burrus
El silago trompetero occidental (Sillago burrus) es una especie de peces de la familia Sillaginidae en el orden de los Perciformes.

## Morfología
Los machos pueden llegar alcanzar los 36 cm de longitud total.

## Distribución geográfica
Se encuentran en Indonesia, sur de Nueva Guinea y norte de Australia.